# Burg Herlikofen
Die Burg Herlikofen ist eine abgegangene Höhenburg beim heutigen westlichen Wohngebiet „In der Eck“ des Ortsteils Herlikofen der Stadt Schwäbisch Gmünd im Ostalbkreis in Baden-Württemberg.

## Geschichte
Vermutlich wurde die Burg um 1225 erbaut. Ein Rüdiger von Herlikofen (Rudegerus de Herlekoven) bezeugte in Schwäbisch Hall am 28. April 1225 einen Kaufvertrag, der von dem Stauferkönig Heinrich VII. abgeschlossen wurde. Im Jahr 1296 wurde noch in Gmünd ein Herr Bertold genannt Herlikofer (Bertoldus dictus Herlecover) erwähnt. Wahrscheinlich zog das Geschlecht schon früh in die Stadt Schwäbisch Gmünd.
Von der ehemaligen Burganlage sind nur noch Wall- und Grabenreste erhalten.